# Ceropegia anjanerica
Ceropegia anjanerica ist eine Pflanzenart aus der Unterfamilie der Seidenpflanzengewächse (Asclepiadoideae). Das Artepitheton ist von der Typlokalität der Art, den Anjaneri-Bergen im indischen Bundesstaat Maharashtra abgeleitet. Die Art ist dort sehr selten; die Erstbeschreiber der Art fanden nur etwa 100 Pflanzen.

## Merkmale

### Vegetative Merkmale
Ceropegia anjanerica ist eine ausdauernde, krautige, aufrecht wachsende Pflanze mit einem knolligen Wurzelstock. Die abgeflacht-gerundeten bis scheibenförmigen Wurzelknollen erreichen einen Durchmesser von 2 bis 5 cm. Die Sprossachse ist rund, rau und gewöhnlich nicht verzweigt. Sie wird bis zu 20 cm hoch und hat einen Durchmesser von 1 bis 2 mm. Die Blätter sind gegenständig oder kreuzgegenständig und gestielt bis annähernd sessil. Die Blattspreite ist elliptisch bis schmal-elliptisch und 1,5 bis 4,5 cm lang und 0,4 bis 1,3 cm breit. Das Ende der Blattspreite ist zu einer Spitze ausgezogen. Sie ist auf der Oberseite rau, an der Blattunterseite kahl, ausgenommen die Mittelrippe, deren Rändern ebenfalls rau sind.

### Blütenstand und Blüten
Die Blüten von Ceropegia anjanerica stehen einzeln und entspringen in den Blattachseln, oder auch außerhalb der Blattachseln. Die fünfzähligen, zygomorphen Blüten sind zwittrig und haben eine doppelte Blütenhülle. Der Blütenstandsschaft ist 1 bis 3 mm lang, der eigentliche Blütenstiel 4 bis 12 mm lang (bei einem Durchmesser von ein bis zwei Millimetern). Die gespitzten, rauen Tragblätter an der Basis der Blütenstiele stehen einzeln und sind linealisch geformt; sie sind 1,2 bis 3 mm lang und 0,3 bis 0,5 mm breit. Die gespitzten, ebenfalls rauen Kelchblätter sind linealisch bei einer Länge von 9 bis 13 mm und einer Breite von 0,6 bis 0,8 mm. Die gelblich grüne Blütenkrone ist insgesamt 2,5 bis 3,5 cm lang. Die fünf Kronblätter sind an ihrer Basis zu einer 1,2 bis 1,5 cm hohen, leicht gebogenen, außen glatten Kronröhre (Sympetalie) verwachsen. Der untere aufgeblähte Teil ("Kessel") ist tief purpurrot gefärbt. Der "Kessel" hat ungefähr den doppelten Durchmesser wie die Kronröhre an ihrer schmalsten Stelle. Die Abnahme des Durchmessers bis zur schmalsten Stelle etwa in der Mitte der Kronröhre ist graduell. Zur Basis der Kronblattzipfel nimmt der Durchmesser wieder leicht zu. Innen ist die Kronröhre mit purpurfarbenen Linien gestreift. Die länglich-eiförmigen Kronblattzipfel sind 1,3 bis 1,8 mm lang und mit den Spitzen verbunden; sie bilden eine annähernd eiförmige, käfigartige Struktur. Innen sind die Kronblattzipfel flaumig behaart. Die interstaminale (oder äußere) Nebenkrone besteht aus fünf mittig tief eingeschnittenen Zipfeln, die an den Rändern dicht mit Zilien besetzt sind. Die staminale (oder innere) Nebenkrone weist fünf linealische, bis 4 mm lange, purpurfarbene Zipfel auf, die gewöhnlich divergieren. Das Pollinarium misst 0,6 mm in der Länge und 0,5 mm in der Breite.

### Früchte und Samen
Gewöhnlich entstehen aus einer Blüte zwei aufrecht stehende Balgfrüchte. Diese sind spindelförmig, bis zu 7 cm lang bei einer Dicke von 0,4 cm. Die länglich-eiförmigen Samen sind 5 mm lang und 2 mm breit und besitzen einen 1 bis 1,6 cm langen, seidig-weißen Haarschopf.

### Ähnliche Arten
Ceropegia anjanerica ist eng mit Ceropegia attenuata Hook. verwandt, unterscheidet sich aber durch die kleineren Blüten, die nur 3,5 cm groß werden (im Gegensatz zu den Blüten von C. attenuata, die bis 7,5 cm groß werden). Die länglich-eiförmigen Kronblattzipfel bilden eine käfigartige, annähernd eiförmige Struktur, während die Kronblattzipfel von C. attenuata linealisch geformt und zurückgebogen sind und eine keilförmig zugespitzte, verhältnismäßig lange, käfigartige Struktur bilden. In der auf molekularen Daten beruhenden Phylogenie von 31 indischen Taxa von Ceropegia und Brachystelma ist Ceropegia anjanerica das Schwestertaxon von Ceropegia mahabalei Hemadri & Ansari.

## Geographische Verbreitung und Ökologie
Die Art ist nach bisherigem Kenntnisstand beschränkt auf das Plateau der Anjaneri-Berge, Distrikt Nashik, Bundesstaat Maharashtra (Indien)(19°55' N, 73°34' E). Bisher sind nur etwa 100 Pflanzen gefunden worden. Sie wachsen dort in offenem Gelände in 1296 m Höhe auf gut durchlässigen Böden.
Auf dem Plateau herrscht während der Regenzeit ein feuchtes, leicht nebliges Wetter. Während dieser Zeit wächst die Art vegetativ. Mit dem Ende der Regenzeit im September setzt die Blüte ein. Die Fruchtbildung dauert bis in den November hinein.

## Systematik und Taxonomie
Ceropegia anjanerica wurde 2006 von Nilesh Vijay Malpure, Shamarao Yashwant Kamble und Shrirang Ramchandra Yadav erstmals wissenschaftlich beschrieben. Die Autoren fanden (nur) etwa 100 Pflanzen am Typenfundort. Seither sind keine weiteren Standorte mehr bekannt worden. Ceropegia anjanerica wird sowohl von den Autoren der "Plant List" als auch von U. Meve in der "Ceropegia Checklist" als gültige Art akzeptiert. Die Art ist aufgrund ihrer Seltenheit und des stark beschränkten Vorkommens stark gefährdet.
Nach der molekulargenetischen Analyse der indischen Arten der Gattung Ceropegia ist Ceropegia anjanerica Malpure, M.Y.Kamble & S.R.Yadav die Schwesterart von Ceropegia mahabalei Hemadri & Ansari.

## Belege